# Guerra i pau (Portinari)
Guerra i pau (en portuguès: Guerra e Paz) són dues pintures fetes pel pintor brasiler Candido Portinari entre 1952 i 1956. Fan 14,32 metres d'altura i 10,66 metres d'ample cadascuna. Es van pintar per una exposició permanent a la Seu de les Nacions Unides de Nova York, com a regal del govern brasiler.

## Exposició en la Seu de les Nacions Unides
Una vegada que el conjunt complet de pintures va arribar el 1956 a la seu de les Nacions Unides, van ser col·locats darrere de marcs de cristall per ajudar a evitar danys del públic. A Portinari se li va prohibir entrar als Estats Units per inaugurar els panells, per ser membre del Partit Comunista.
Els panells van ser col·locats originalment en el hall d'entrada de l'Assemblea General de les Nacions Unides i, per tant, només podien ser visibles per diplomàtics, caps d'Estat i altres delegats que es dirigissin a l'Assemblea. Degut a qüestions de seguretat, les pintures no eren visibles ni tan sols pels visitants en visites guiades de l'ONU.
Tanmateix, els panells encara estaven exposats a la llum solar, i durant els 54 anys següents, aquesta exposició va tenir el seu impacte en les obres mestres. El 2010, l'ONU va enviar les obres a Rio de Janeiro per la seva restauració, que va tenir lloc al Palau Gustavo Capanema. Després de passar per un procés de restauració de poc menys de mig any, les pintures es van exhibir al públic al Brasil, França, Japó i Suècia, abans de ser retornades a Nova York el desembre de 2014. Els murals van quedar coberts fins a la reinauguració el 8 de setembre de 2015.
Durant la reinauguració, Ban Ki-moon va declarar: «Guerra i pau són més que magnífiques obres d'art. Són la crida a l'acció de Portinari. Gràcies a ell, tots els líders que entren en les Nacions Unides veuen el terrible cost de la guerra i el somni universal per la pau».

## Anàlisi de l'obra
Els dos grups que s'hi representen no compten amb armes, sinó amb el patiment de les víctimes de la guerra, que il·lustra la barbàrie del combat. El contrast entre els elements del caos i l'harmonia mostra la importància de mantenir la pau i els intents de posar fi als conflictes violents. Encara que estan pintats a mitjans del segle xx, eren i segueixen sent una representació de la lluita mundial per la pau. Tot el conjunt de pintures treballa unit, com una representació de l'atrocitat de la guerra i la importància de la pau en el món.
Guerra i pau es va reinaugurar en la Seu de les Nacions Unides el 8 de setembre de 2015. Els murals van ser celebrats per diversos convidats, entre ells diversos caps d'Estat, artistes icònics i el secretari general de les Nacions Unides, Ban Ki-moon. Durant aquest esdeveniment la gent va compartir un moment de silenci per honrar a Portinari i les seves contribucions. En general, els murals van ser reconeguts com un símbol per obtenir i treballar en pro de la pau mundial.
Portinari suposadament va sacrificar la seva pròpia salut pels murals. Durant el procés a llarg termini de crear les obres d'art, Portinari va emmalaltir cada vegada més degut a la pintura que va fer servir. Els metges li havien advertit de la intoxicació per inhalació, que causaria una deterioració de la seva salut. Malgrat això, Portinari estava dedicat a acabar les seves obres mestres, a través de les quals esperava enviar un missatge important al món. Tanmateix, va poder completar els murals intemporals, que li van costar la seva salut: va morir el 6 de febrer de 1962 a causa de la intoxicació per plom.
No obstant això, Portinari roman etern a través de les seves nombroses pintures, incloent-hi els murals de Guerra i pau. Tal com va declarar el secretari general de l'ONU, Ban Ki-moon, durant la reinstal·lació, «Portinari ja no és viu, però el seu llegat viurà per sempre a les Nacions Unides. Fem realitat la seva visió i passem de la guerra a la pau».